# Hattyús kút
A Hattyús kút Sopron városában található, városképi jelentőségű szobros kőkút, mely a Hunyadi János utca és a Béke út kereszteződésében áll az egyetemi klubépület (korábbi KISZ-ház) előtt.

## Története
A díszkutat 1917-ben állították fel Sopron belvárosában az Orsolya téren. Vasata József készítette szentmargitbányai lajtamészkőből: egy oszlopon ülő hattyút ábrázol, az oszlopot pedig egy kis medence veszi körül, melybe víz csobogott az oszlop vízköpőiből. 1929-ben helyezték át a jelenlegi helyére, miután a városszépítő egyesület megállapította, hogy a kút nem illik az Orsolya térre.
2014-ben a kutat műtermi restaurálás céljából szétszedték, majd három hónap múltán, 2015 januárjában megújult állapotban visszahelyezték az útkereszteződésbe.

## A hattyútollazás
A kút kőhattyújához egy egyetemi diákszokás, az úgynevezett hattyútollazás kötődik, melyet minden évben felelevenítenek valétáláskor (az egyetemisták búcsú szakestjén). Ennek a hagyománynak az alapja az a diáklegenda, miszerint egy már sokadszorra sikertelenül vizsgázó diáknak professzora azt mondta, hogy majd akkor engedi át a vizsgán, ha kitollasodik a kőhattyú. A diák még aznap este cimboráival együtt csirizzel bekente a kőmadarat, és párnájából kivett tollakkal szórta be azt. A professzor másnap reggel meglepődve látta ablakából, hogy a kőmadár kitollasodott, így a diákot végül nem buktathatta meg ismét. 
Az 1972-es szakesten azonban Nemky Ernő, az erdészeti növénytani tanszék akkori professzora elmesélte a valós történetet: 1932 egyik éjszakáján negyedmagával az első tollragasztó diákok között volt, akik a gazdasági válság idején Budapestről Sopronba indított első filléres vonat utasait szerették volna megnevettetni a kőhattyú megtollasításával.

## A Kőhattyú internetes oldal
2015-ben Kőhattyú névvel egyetemista Facebook-oldal, majd 2017-ben weboldal indult, melyek egyik célja a selmeci hagyományőrző városokban (Sopron, Miskolc, Dunaújváros, Székesfehérvár) tanuló diákok tájékoztatása, szórakoztatása, valamint segítése.